# Bramka Fredkina
| Wejście | Wejście | Wejście |  | Wyjście | Wyjście | Wyjście |
| ------- | ------- | ------- |  | ------- | ------- | ------- |
| 0       | 0       | 0       |  | 0       | 0       | 0       |
| 0       | 0       | 1       |  | 0       | 0       | 1       |
| 0       | 1       | 0       |  | 0       | 1       | 0       |
| 0       | 1       | 1       |  | 0       | 1       | 1       |
| 1       | 0       | 0       |  | 1       | 0       | 0       |
| 1       | 0       | 1       |  | 1       | 1       | 0       |
| 1       | 1       | 0       |  | 1       | 0       | 1       |
| 1       | 1       | 1       |  | 1       | 1       | 1       |

Bramka Fredkina – trzy-kubitowa bramka kwantowa. Jej pomysłodawcą jest naukowiec Ed Fredkin.

## Działanie
Tabela przedstawia wszystkie możliwe kombinacje danych wejściowych wraz z odpowiadającymi im danymi wyjściowymi. Działanie bramki Fredkina można określić w skrócie: jeżeli pierwszy bit wejścia wynosi 1 dwa kolejne bity wejścia są na wyjściu zamieniane.

## Opis
Bramka Fredkina ma dwie linie wejściowe A i B oraz linię sterującą C i trzy wyjścia A', B' i C'. Stany wyjściowe można opisać równaniami Boole'a:
{\displaystyle A'=A\cdot (\sim C)+B\cdot C}
{\displaystyle B'=A\cdot C+B\cdot (\sim C)}
{\displaystyle C'=C}
gdzie ~ oznacza negację, • – iloczyn, a + – sumę.

## Właściwości
Na podstawie stanu wyjść można określić stan wejść (warunek konieczny odwracalności obliczeń). Za jej pomocą można odtworzyć funkcjonalność wszystkich podstawowych bramek logicznych: AND, OR, NOT itd.